# Faurea arborea
Faurea arborea là một loài thực vật có hoa trong họ Quắn hoa. Loài này được Engl. miêu tả khoa học đầu tiên năm 1894.